# تلامس أحادي الاتجاه
يشير التلامس أحادي الاتجاه في الميكانيكا إلى قيد ميكانيكي يعيق الاختراق بين جسمين؛ انظر الشكل 1أ. وقد يكون هذان الجسمان جامدين أو مرنين. ويرتبط التلامس أحادي الاتجاه دائمًا بدالة الفجوةg التي تقيس المسافة بين جسمين وقوة التلامس.
ولقد تمت نمذجة سلوك التلامس أحادي الاتجاه في قانون قوة يحدد العلاقة بين دالة الفجوة وقوة التلامس. تفترض قوانين القوة متعددة القيمة من النوع Upr وجود تلامس جامد وتميز جيدًا بين التلامس المفتوح (قوة التلامس تساوي صفرًا، الفجوة g موجبة) والتلامس المغلق (قوة التلامس موجبة، والفجوة g تساوي صفرًا)، انظر الشكل 1ب.
وترتبط قوانين القوة المنضبطة بنماذج الامتثال. فهذه القوانين تكتب قوة التلامس في صورة معادلة الفجوة، أي تستخدم النماذج التركيبة الرياضية الأساسية نفسها في التلامس المفتوح والمغلق. وتستخدم التلامسات أحادية الاتجاه في ديناميكا التلامس وميكانيكا التلامس.